# Апостол Доксиадис
Апостол Тома Доксиадис (на гръцки: Απόστολος Δοξιάδης, 1873 – 1942) е български и гръцки лекар, български общественик и гръцки политик (министър и сенатор).

## Биография
Роден е в гр. Станимака през 1873 или 1874 г. Според Симеон Чунгаров, който е разпитвал сестрата на д-р Доксиадис, бащата на доктора бил родом от Долно Арбанаси, казвал се Слави (преведено на гръцки „Докса“), оттам и фамилното име Доксиадис.
Основното си образование получава в Станимака, след което учи в известното училище Зарифио в Пловдив. Заминава за Виена, където учи медицина. След завършването на университета специализира педиатрия.
От 1900 г. работи в Станимака, като детски лекар (педиатър). По спомените на старите хора пред къщата му (намирала се в близост до църквата „Св. Богородица“) винаги имало множество хора, както от града, така в наредени коли с болни деца от селата. В продължение на тези години лекува станимаклии и заслужено спечелва тяхното уважение. През 1900 г. общинският съвет го назначава за градски лекар.
Става председател на гръцката общност в града, на сдружението „Орфей“, както и на Асоциацията на гръцката филхармония през 1903 г.
През 1905 г. се жени за Евантия Мезевири, от която има 4 синове. По време на Балканската война служи като лекар в Българската армия.
През 1915 г. със съпругата си и децата си се изселва в Атина, столицата на Гърция. Някои автори съобщават, че д-р Апостолис Доксиадис е напустнал Станимака през 1915 г., а според други през 1919 г.
Пристигнал в Гърция, се включва в политическия живот на страната и през 1918 г. отговаря за бежанците от Първата световна война.
От 1922 – 1924 г. е министър на тогавашното Министерство на хуманно отношение. То е преименувано в Министерство на хуманно отношение и информираност, като събира за първи път всички функции на службите по обществено здраве от другите министерства. До 1928 г. е председател на Отечествената фондация.
От 1924 – 1932 г. е председател на PIKPA. От 1928 г. поема новосъздадения държавен сектор по здравеопазването в правителството на Венизелос. Под неговото ръководство се организират много грижи за бежанците, особено за децата. Приет е закон "относно безопасността и здравето на майките и децата”.
Умира на 69-годишна възраст в Атина.
Трудове: научни дисертации, както и проучването „Евгеника“, публикувано в „Библиотека за социално здраве“.
Известният д-р Доксиядис издигнал параклис „Свети Апостол“, посветен на неговия едноименник.